# Municipio de Buffalo (condado de Union)
El municipio de Buffalo (en inglés: Buffalo Township) es un municipio ubicado en el condado de Union en el estado estadounidense de Pensilvania. En el año 2000 tenía una población de 3.207 habitantes y una densidad poblacional de 40 personas por km².

## Geografía
El municipio de Buffalo se encuentra ubicado en las coordenadas 40°57′00″N 76°58′59″O / 40.95000, -76.98306.

## Demografía
Según la Oficina del Censo en 2000 los ingresos medios por hogar en la localidad eran de $37,539 y los ingresos medios por familia eran $42,222. Los hombres tenían unos ingresos medios de $31,121 frente a los $21,315 para las mujeres. La renta per cápita para la localidad era de $18,764. Alrededor del 10,5% de la población estaban por debajo del umbral de pobreza.